# Shimano Racing Team/Saison 2012
Dieser Artikel listet Erfolge und Fahrer des Radsportteams Shimano Racing Team in der Saison 2012 auf.

## Platzierungen in UCI-Ranglisten
| UCI Continental Circuit | Platz |
| ----------------------- | ----- |
| UCI Asia Tour 2012      | 31    |

## Abgänge – Zugänge
| Zugänge              | Team 2011                  | Abgänge         | Team 2012                 |
| -------------------- | -------------------------- | --------------- | ------------------------- |
| Yoshimitsu Hiratsuka | Shimano Racing (2010)      | Ryōta Nishizono | Bridgestone Anchor        |
| Takayuki Abe         | Shimano Racing Team (2009) | Shinri Suzuki   | Cannondale SpaceZeroPoint |
| Shōtarō Iribe        | Neoprofi                   | Jumpei Murakami | Unbekannt                 |
| Masato Izutsu        | Neoprofi                   |                 |                           |
| Ryōma Nonaka         | Neoprofi                   |                 |                           |

## Mannschaft
| Name                 | Geburtstag        | Nationalität |
| -------------------- | ----------------- | ------------ |
| Takayuki Abe         | 12. Juni 1982     | Japan        |
| Kazuki Aoyanagi      | 21. Februar 1989  | Japan        |
| Kazutaka Fukao       | 8. Mai 1981       | Japan        |
| Yūsuke Hatanaka      | 21. Juni 1985     | Japan        |
| Yoshimitsu Hiratsuka | 13. November 1988 | Japan        |
| Shōtarō Iribe        | 1. August 1989    | Japan        |
| Masato Izutsu        | 21. Mai 1981      | Japan        |
| Masahito Nakakura    | 8. Juli 1984      | Japan        |
| Ryōma Nonaka         | 22. Juli 1989     | Japan        |
| Yuzuru Suzuki        | 6. November 1985  | Japan        |